# Адильбаев, Танирберген
Танирберген Адильбаев (каз. Тәңірберген Әділбаев, род. 1914 год) — Председатель Верховного Суда Казахской ССР в 1943—1945 годах.

## Биография
Родился в 1914 года в ауле Кок-Жиде (в настоящее время в составе Саркандского района Алматинской области Казахстана).
В 1937 году окончил Казанский юридический институт (в настоящее время — юридический факультет Казанского университета), в 1940 — Высшую школу НКВД СССР.
С 1937 по май 1939 года — народный судья в Павлодаре. В 1940 году вступил в ВКП(б). В мае-сентябре 1939 — заместитель начальника управления Наркомата юстиции по Павлодарской области.
В 1940—1941 годах — начальник Сары-Суйского районного отдела НКВД по Джамбулской области. 1941—1943 — председатель Джамбулского областного суда.
Апрель 1943-октябрь 1945 — Председатель Верховного Суда Казахской ССР. Награждён орденом «Знак Почёта» в 1945 году. С марта 1946 — председатель Алма-Атинской коллегии адвокатов. Дальнейшая судьба неизвестна.
Цитата из личного дела судьи: «Службе отдает все силы и знания, умело руководит коллективом, политически подкован, в общении вежлив». 